# مرسيدس بنز 540 كي
مرسيدس بنز 540 كي (بالإنجليزية: Mercedes-Benz 540K)‏ هي سيارة من صناعة مرسيدس بنز أنتجت في 1936.